# Ayutthaya
Ayutthaya (thai: พระนครศรีอยุธยา), officielt Phra Nakhon Si Ayutthaya (thai: เทศบาลนครพระนครศรีอยุธยา
) er en thailandsk by, som var hovedstad i Siam fra ca. 1350 til 1767.
I midten af 1300-tallet opstod et rige, der havde centrum i Ayutthaya. Det begyndte som en bystat, på thaisprog benævnt mueng, men voksede under skiftende regenter til at blive den førende magthaver i Sydøstasien. Autthaya-riget havde ikke noget egentligt navn, men blev af de sydlige bystater nævnt som mueng nua, de nordlige byer, mens områdets indbyggerne selv kaldete det for mueng thai, hvilket betyder Thai Landet. De første portugisiske rejsende, der kom i begyndelsen 1500-tallet, kaldte derimod landet for for Siam. En forklaring kan være, at Siam stammer fra Hindi-ordet shyam, der betyder den brune race. En anden forklaring er, at den regerende elite, tai-folket fra Guangxi-provinsen i Kina, selv omtalte riget som Xian, hvilket portugiserne fejlagtigt nedskrev som Siam. Den første regent, Kong Ramathibodi I (perioden 1351-1369), indførte to vigtige bidrag til nationens historie, Theravada Buddhisme som officiel religion – til forskel fra det hinduistiske khmer-rige Angkor i øst – samt Dharmashastra, en lov baseret på hindu kilder og traditionelle thai-skikke. Det lykkedes Siam både at underlægge sig Lanna-riget mod nord, det nuværende Chiang Mai, og khmer-riget i det nuværende Cambodja, samt de sydlige bystater, så Siams grænser blev flyttet længere mod nord, vest og sydpå ad Malaccahalvøen.
Ayutthayas beliggenhed – tilstrækkeligt langt nede ad floden Chao Phraya til, at byen kunne modtage oceangående skibe – var fordelagtig, både for kontrol med riget og for handel med omverdenen. Nogle forskere mener, at byen Ayutthaya ved midten af 1600-tallet var verdens største – en status der tidligere tilkom den erobrede khmer-hovedstad Angkor i 1400-tallet. Portugiserne var de første, der etablerede et handelshus i Ayutthaya, og inden længe blev der indgået handelsaftaler med andre stormagter. Eftersom handel i større målestok ikke var en naturlig del af den lokale kultur, var de fleste købmænd kinesere – sådan er det overvejende stadig i Thailand.
Siam blev snart klemt mellem de europæiske stormagter, der kæmpede om herredømmet i området. Det var først og fremmest franskmænd, briter og hollændere. Siams konger forsøgte at tilgodese europæernes krav i forsøget på at bevare landets selvstændighed. Der var diplomatiske forbindelser mellem Siam og det franske hof i Versailles, og kong Narai (konge fra 1656 til 1688) ansatte en græsk opdagelsesrejsende som minister. Men da de europæiske missionærer blev for ivrige i deres forsøg på at omvende de siamesiske buddhister til kristendommen, blev franskmændene smidt ud fra Ayutthaya og portene lukket mod Vesten i næsten 150 år. Ayutthayas ressourcer blev færre, og kongemagten svækket.
Efter lang tids belejring erobrede burmeserne Ayutthaya i 1767, hvorefter de totalt ødelagde byen og dens tusindvis af pragtbygninger. Store dele af datidens kulturværdier gik tabt. Byen blev aldrig genopbygget. Længere nede ad Chao Phraya floden – på en hensigtsmæssig strategisk placering, omgivet af en sump ved en flodbøjning – anlagdes i stedet en ny hovedstad Krung Thep, der betyder Englenes By, over for en ældre kinesisk handelsbosættelse ved navn Bangkok.